# Mosh (modelo)
Mosh (Moscú, 21 de agosto de 1989) es un modelo alternativo, artista y bailarina de burlesque ruso-estadounidense, llamada "una de las modelos alternativas y fetiche más importantes del mundo" por Model Mayhem.

## Primeros años
Mosh nació en lo que entonces era la Unión Soviética, mudándose con su familia al estado de Florida, en los Estados Unidos, a los 3 años de edad. Posteriormente se asentaron en Maryland. Se entrenó en gimnasia durante más de 10 años en la escuela y fue animadora en la escuela secundaria, pero se lesionó el codo en su primer año como acróbata. Ello limitó sus movimientos, y pronto comenzó a desarrollar un interés en la ropa fetichista, el bondage y la fotografía pin-up, lo que finalmente la llevó al modelaje alternativo y fetiche y al burlesque.

## Carrera
Mosh comenzó a construir su carrera de modelaje a la edad de 17 años, estableciendo contactos en la web Modelmayhem.com para organizar sesiones con fotógrafos locales mientras era porrista en el instituto, además de tener un trabajo y una pasantía. Aprendió a peinarse y maquillarse por su cuenta, en parte por necesidad debido a la incapacidad de poder pagar a los maquilladores profesionales, lo que la llevó al desarrollo de su estilo característico, con el maquillaje facial, la estética pin-up y el peinado rubio, a veces estilizado como Marilyn Monroe.
Después de algunos años de modelaje, Mosh comenzó a combinar su estética fetiche y provocadora con la experiencia gimnástica de su infancia, convirtiéndose en una artista de burlesque y en modelo fetichista.
Como modelo, ha salido en portadas de revistas como Bizarre Magazine, llegando a hacerlo en siete ocasiones, así como en LA Weekly, OC Weekly, Girls and Corpses y DDI Mag, entre otras. Así mismo, ha protagonizado sesiones para Playboy y para la edición española de Maxim. Además, ha aparecido en diversos videoclips como Blow Me (One Last Kiss) de Pink, en Nighttime Sky y In the Orchard de Nick 13 y en Silvery Sometimes (Ghosts) de The Smashing Pumpkins.